# Ursicino Álvarez Suárez
Ursicino Álvarez Suárez (Zamora, 12 de enero de 1907-Madrid, 4 de noviembre de 1980) fue un jurista y 
catedrático español. 
Durante su trayectoria destaca el haber sido miembro de la Real Academia de Jurisprudencia y Legislación y asesor jurídico del Real Madrid Club de Fútbol. También estuvo vinculado a la Junta para Ampliación de Estudios e Investigaciones Científicas (JAE), funcionario técnico-administrativo del Ministerio de la Gobernación y secretario de la Comisión Permanente de Legislación Extranjera del Ministerio de Justicia (MJUS).

## Biografía
Hijo de un prestigioso abogado perteneciente a la élite local, nació en Zamora el 12 de marzo de 1907. Se casó con Lilita Guillén Soto. Falleció en Madrid el 4 de noviembre de 1980 a los 73 años. En 1929 se licenció en Derecho en la Universidad de Madrid obteniendo la calificación de sobresaliente. En 1932 se doctoró en la misma universidad con la tesis titulada Naturaleza jurídica del ser colectivo con especial referencia al Derecho Romano; el problema de su responsabilidad penal, con la que obtuvo un sobresaliente y el premio extraordinario de doctorado. Amplió estudios durante dos años en Alemania, pensionado por la Junta para Ampliación de Estudios, donde fue discípulo de Wolff y de Rebel.
Comenzó su carrera como profesor auxiliar, fue discípulo del doctor José Castillejo. En 1935 ganó por oposición la cátedra de Derecho Romano en Murcia. Un año después solicitó su excedencia voluntaria, y en 1940 pidió de nuevo su reingreso. En 1939 ascendió a catedrático de la Universidad Central y tres años más tarde obtuvo por oposición la cátedra en Madrid. La Memoria presentada por prescripción del Tribunal para la práctica del 6º ejercicio llevaba por título: El Principado de Augusto: Tesis propuestas para definirlo y crítica de las mismas. Interpretación de la Constitución augustea.
En 1946 fue nombrado vicedecano de la facultad de Derecho de la Universidad de Madrid. Durante algún tiempo también ejerció como administrador general de la universidad. En julio de 1940 fue readmitido en la administración, sin ningún tipo de sanción. En su expediente de depuración se recogió como documentación acreditativa un recorte del periódico el Diario de Burgos, del 22 de marzo de 1937, que recoge el contenido de una conferencia suya titulada “El ejemplo de la Roma clásica”, en la que “se propuso demostrar el paralelismo que existe entre los regímenes autoritarios y las épocas de florecimiento de la historia de Roma”. Al igual se recoge un número de la Revista de la Facultad de Derecho de Madrid, correspondiente a enero-marzo de 1940, en el cual se cita su conferencia “La actual crisis del Derecho romano y los regímenes totalitarios”.
En 1943 fue nombrado miembro del tribunal de las oposiciones al cuerpo técnico-administrativo del ministerio de Gobernación. Entre 1945 y 1946 fue presidente de la sección tercera de “Derecho Romano” del Instituto Nacional de Estudios Jurídicos. En mayo de 1966 tomó posesión de su plaza en la Real Academia de Jurisprudencia y Legislación, institución de la que fue censor en tres ocasiones. En 1967 obtuvo el nombramiento de secretario de la Comisión Permanente de Legislación Extranjera del Ministerio de Justicia. Ejerció como secretario del Instituto Francisco de Vitoria del Consejo Superior de Investigaciones Científicas. Estaba en posesión de las grandes cruces de Alfonso X el Sabio (1978) y de San Raimundo de Peñafort (1962).
En el ámbito no académico desempeñó relevantes cargos como el de secretario general de consejo de administración de Tabacalera o el de presidente del Comité Nacional de Competición de Fútbol Español. Fue también asesor jurídico del Real Madrid Club de Fútbol. A su muerte, legó su biblioteca al departamento de Derecho Romano de la Universidad Complutense y también, a modo de legado, dispuso una pensión anual a favor de la Real Academia de Jurisprudencia y Legislación y del Seminario de Estudios del departamento de Derecho Romano. Todo ello dio lugar a la fundación Seminario de Derecho Romano Ursicino Álvarez, cuyos fines fundacionales son la divulgación, estudio, investigación y extensión del Derecho Romano.

## Obras
- 1955: Curso de Derecho romano, Madrid.
- 1956: La moral y la interpretación jurídica, Madrid.
- 1973: Instituciones de Derecho Romano, Madrid.
- 1973: Derecho procesal civil, Madrid.
- 1974: Riesgos y venturas en la vida del derecho romano, Valencia.

## Homenajes
En su honor, fue creada la Fundación Seminario Derecho Romano Ursicino Álvarez, organización que fue reconocida por orden ministerial y registrada en el Registro de Fundaciones Docentes Privadas en febrero de 1992.